# Sarduri II.
Sarduri II. (mdSar5-du-ri) war ein urartäischer König, der ungefähr von 753 bis 735 v. Chr. (oder 760–733 v. Chr.) regierte.

## Eroberungen im Norden
Sarduri war der Sohn seines Vorgängers Argišti I. und konnte die Eroberungen von Argišti I. nördlich des Aras zunächst verteidigen. Sarduri II. führte ab seinem ersten Regierungsjahr mehrere Feldzüge zum Sewansee und eroberte das südöstliche Seeufer, Likiu, Uelikuḫi, Tulihu und Uduri-Etiuni und Länder südlich des Vardenis-Gebirges, Ediani, Irduani und Puinialḫi.
Die Inschrift von Atacham beschreibt die Eroberung von Tuliḫuni, dessen König Ṣinalibi nach Urartu gebracht wurde und den Feldzug gegen Uduri-Etiuni. Die Inschrift von Tsovak beschreibt die Eroberung von Arquqini und den Feldzug gegen Urteḫi.

## Feldzüge im Westen
Ca. 750 zog Sarduri II. gegen Kuštašpi von Kummuḫ, eroberte die königlichen Städte Uita und Ḫalpa und belagerte anschließend die königliche Stadt Parala. Der König von Kummuḫ unterwarf sich und wurde von den Urartäern wieder eingesetzt. Er zahlte nach dem Bericht des Sarduri als Tribut 40 Minen Gold, 800 Minen Silber, 3000 Stück Textilien, 200 Bronzeschilde und vieles mehr. 743 kann Tukulti-apil-Ešarra III. jedoch die Allianz von Sarduri von Urartu, Matu-Ilu von Arpad, Sulumal von Melid und Tarhulara von Gurgum zwischen / in den Ländern Kištan und Ḫalpi, Bezirken von Kummuḫ besiegen. Er nahm das uratäische Lager ein, der König konnte aber entkommen. Tukulti-apil-Ešarra III. belagerte daraufhin erfolglos die Festung bei der Stadt Van, wohin Sarduri II. geflüchtet war. Infolge der Niederlage wandten sich einige Statthalter vom Königreich ab, die Eroberungen am Euphrat gingen verloren.
Auf der Stele von Surb Pogos in Van fasst Sarduri seine Erfolge zusammen. Danach hat er unterworfen:
- Murinu, König von Uelikuḫi
- Ṣinalbi aus Lueḥu, König des Landes von Tuliḥu (vielleicht Sangar bei Atamhan/Vardadzor)
- Aššur-nirari, Sohn von Adad-nirari, König des Landes Assyrien
- Das Land Arme
- Die Königsstadt Niḫirija

"Er (der Gott Haldi) unterwarf Aššur-nirari, Sohn von Adad-nirari, König des Landes Assyrien... Er warf ihn zu Füßen Sarduris.". Dieser Zusammenstoß mit Assyrien sollte um oder kurz nach 754 stattgefunden haben, wenn er auch sicher nicht mit der Unterwerfung des assyrischen Königs endete.
Er führte die Titel:
- Herr der Gesamtheit
- Großkönig
- König des Weltalls (LUGAL KURSÚ)
- König des Landes Biainili
- König der Könige
- Herr der Stadt Tušpa

Nachfolger Sarduris II. war sein Sohn Rusa I. Nach dem Tod von Sarduri gingen die Eroberungen am Sewansee vermutlich wieder verloren.

## Bauten
Sarduri ließ die Festung Šarduriḫinili (heute Çavuştepe) 25 km von der Hauptstadt Tušpa errichten.

## Inschriften

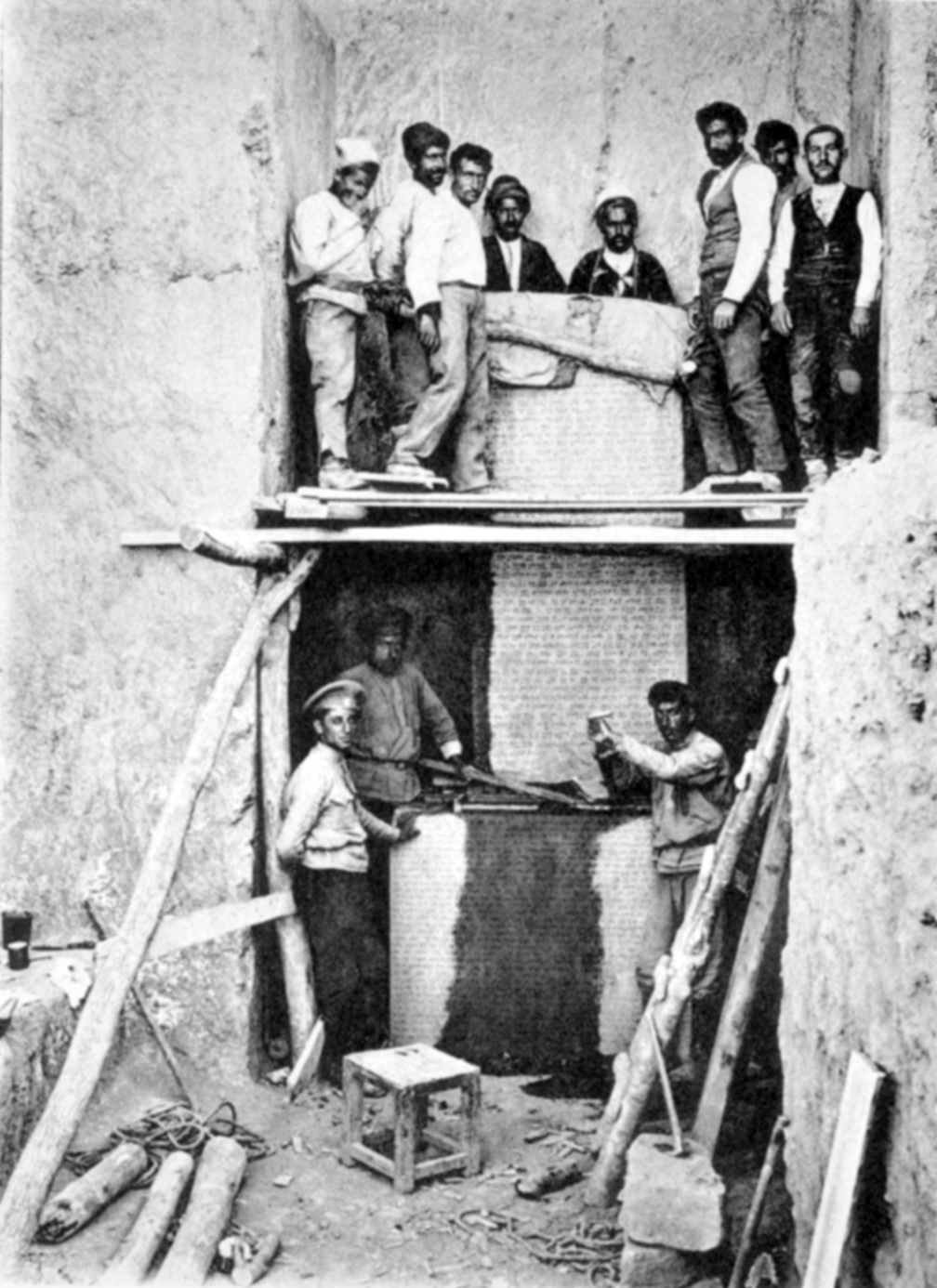
Auffindung der Annalen Sarduris 1915

Inschriften des Königs befinden sich bei:
- Anali Kiz (sehr lange Inschrift)
- Atamhan Adiyman (Vardadzor), heute im Museum von Tiflis
- Güzelhisar
- Karataş,[6]
- Surb Porgos, Van
- Felsinschrift von Taşköprü
- Zovak[7]

Weiheinschriften von Sarduri II. sind zum Beispiel von einem Schild und einem Helm aus Karmir Blur belegt.